# Reinos vikingos de Suecia

Suecia en el siglo XII, antes de la incorporación de Österland (Finlandia).
Gautas
Sueones
Gotlandeses

Los reinos vikingos de Suecia fueron pequeños territorios gobernados por caudillos que tenían categoría de monarcas absolutos. Esos territorios formarían posteriormente el reino de Suecia. Aún siguiendo una evolución similar a Noruega y compartiendo un idioma común para todos los pueblos nórdicos en aquel entonces, el nórdico antiguo, los casi desconocidos reinos suecos se mantuvieron al margen de los acontecimientos de Escandinavia occidental, participando esporádicamente y casi de forma testimonial en sus eventos. Algunos de esos reinos eran del tamaño de una pequeña villa y otros no difieren mucho de la actual división territorial como provincias.
A diferencia de los reinos vikingos de Noruega, con amplia información gracias a sagas nórdicas y poemas, la escasa información recibida también procede de las mismas fuentes siempre relacionadas con eventos y personajes, bien caudillos vikingos o escaldos al servicio de monarcas de Escandinavia occidental e Islandia pero no existen referencias fiables históricas sobre cuándo y cómo se creó el reino de Suecia. Heimskringla de Snorri Sturluson es una de las más importantes fuentes escritas que menciona algunos caudillos y reyes (nórdico antiguo: knonungr) vikingos suecos que participaron de una forma u otra en la historia de Noruega y ofrece importante información que aún no estando contrastada con otras fuentes históricas, son coherentes.
Hubo un tiempo cuando la provincia de Esmolandia estaba compuesta por pequeños reinos independientes. La etimología del nombre revela ese origen (Små = pequeño, land = tierras, países).
Los dos únicos territorios independientes que fuentes primarias consideran auténticos reinos son Sueonia (también llamada Suecia verdadera) y Gotia, y en cierta medida también la isla de Gotlandia. El poema Beowulf es una de las fuentes que describe los reinos, caudillos semi-legendarios y guerras entre suiones y gautas en el siglo VI. Buscando paralelismos, Erico el Victorioso sería el primer rey sueco de facto comparado con Harald I de Noruega como figura política que unificó el reino noruego.
El cristianismo también fue un factor que incidió en la desaparición de esos pequeños reinos y la consolidación de Suecia como unidad territorial, tras la Era vikinga que duró unos 300 años y la unificación de Sueonia y Gotia, los reinos más poderosos del momento, con Olaf Skötkonung aparece el primer esbozo de nación y uno de los primeros monarcas en ser bautizados.
Tampoco fue ajena a esta evolución las numerosas incursiones vikingas suecas, sobre todo las rutas comerciales hacia oriente y la participación de los varegos en la vida comercial, política y militar de otros pueblos, importando otro concepto de estado soberano al regreso de sus aventuras expedicionarias, a resaltar el Imperio bizantino y el Rus de Kiev acostumbrados a solicitar la ayuda de mercenarios vikingos para la defensa de sus intereses, muchos de sus contingentes liderados por príncipes y oficiales vinculados a las casas reales de esos pequeños reinos.
No es hasta la Alta Edad Media que Suecia entra en la historia de Europa siguiendo los cánones contemporáneos. Desde el siglo X y XI existieron tímidos intentos de centralizar el poder desde Vestrogotia y Ostrogotia y no es hasta la mitad del siglo XIII que el poder de la corona se consolida. A resaltar la figura real que siguiendo antiguas tradiciones tribales, era una institución electiva y no hereditaria, cualquier caudillo de las más influyentes familias podía solicitar la corona en el Thing de todos los Suecos (asamblea de hombres libres) y, si tenía éxito, obtener el sometimiento de los jarls locales, un objetivo prioritario por delante de la unificación del territorio.
A continuación se detalla un listado incompleto de reinos vikingos suecos y sus gobernantes, muchos de ellos se consideran reyes legendarios o semi-legendarios:

## Alvheim
- Alfarin

## Attundaland
- Sigvatr

## Birka
- Björn

## Escania
- Valdar
- Harald el Viejo
- Halfdan el Valiente
- Guðröðr
- Ivar Vidfamne

## Fjädrundaland
- Ingvar jarl

## Gotia
- Angantyr
- Beowulf
- Heiðrekr Ulfhamr
- Hrethel
- Hæþcyn
- Hygelac, lideró la primera incursión danesa en Frisia (515)
- Heardred
- Hjörvard
- Sigar
- Siggeir
- Sivald
- Siward
- Thorri
- Wiglaf
- Yngwin

## Gotlandia
- Þjálfi[3]
- Hafþi
- Gauti

## Nærríki o Nerike (hoyNärke)
- Níðuðr
- Óláf el Perspicaz
- Sporsnjall

## Olandia
- Hjartvar[4]

## Ostrogotia
- Harald Hilditonn, también rey de Dinamarca
- Högne
- Hjörmund
- Hring
- Herrauðr
- Erico el Victorioso

## Sudermania
- Granmar

## Sueonia
Sueonia se considera el germen de la histórica Suecia verdadera. Los primeros monarcas de la protohistoria coinciden en la saga Ynglinga, Ynglingatal e Historia Norwegiæ. El periodo corresponde desde aproximadamente el siglo II d. C. hasta los inicios de la Era de Vendel.
- Fjölnir
- Sveigðir
- Vanlandi
- Visbur
- Domalde
- Domar
- Dyggvi
- Dag el Sabio
- Agne
- Alrek y Eirík
- Yngvi y Alf
- Hugleik
- Haki, también rey del mar, le sucede Jorund.

### Era de Vendel e inicios de la Era vikinga
para otros monarcas vikingos de Sueonia véase más abajo Gamla Uppsala
- Jorund
- Aun
- Ongenþeow
- Ohthere
- Onela
- Eadgils o Adils
- Östen
- Ingvar
- Anund
- Ingjald
- Ivar Vidfamne

### Otros caudillos vikingos
- Ale el Fuerte, rey de Dinamarca, derrotó en combate a Aun.
- Eysteinn Beli, subyugado a Ragnar Lodbrok

## Upsala
Reyes de la Casa de Gamla Uppsala. Los nombres en paréntesis son reyes que no aparecen en la saga Hervarar, pero sí en otras fuentes:
- (Ivar Vidfamne) (655-695)
- (Harald Hilditonn) (705-750)
- Sigurd Ring (750-770)
- Ragnar Lodbrok (770-785)
- Eysteinn Beli (subyugado a Ragnar Lodbrok)
- Björn Brazo de Hierro (fines de 700 a comienzos de 800)
- Erik Björnsson (comienzos de 800). Posiblemente reinó con su hermano Refil.
- Erik Refilsson (comienzos de 800)
- Björn på Håga (ca. 829 - ca. 831). Reinó con Anund Uppsale.
- (Olof) (mediados de 800). Reinó en 854? Posiblemente reinó con Erik Anundsson.
- Erik Anundsson (Erik Emundsson o Erik Väderhatt?) (fines de 800, posiblemente muerto en 882)
- Desconocido (de 882 a 910)
- (Ring) (de 910 a 940)
- (Erik Ringsson) (de 940 a 950)
- (Emund Eriksson) (mediados de 900)
- Björn Eriksson (fines de 900)
- Olof Björnsson (ca. 970-975), reinó con Erik Segersäll (ca 970-995).
- Erik Segersäll o Erico el Victorioso (de 970 a 995)
- Olaf Skötkonung o Olof el Tesorero (de 995 a 1022)
- Anund Jacobo o Emund Kolbränna (de 1022 a 1050)
- Emund el Viejo (de 1050 a 1060)
- (Stenkil) (de 1060 a 1066)

## Vermelandia
- Halfdan Hvitbeinn
- Ingjald Olofsson
- Ivar Vidfamne

## Vestrogotia
- Algaut
- Blot-Sven
- Erico el Victorioso
- Gauti
- Gautrek
- Ketill Gautreksson
- Hrólfr Gautreksson
- Sigurd Ring
- Stenkil

## Vestmania
- Ingvar
- Östen
- Sölve Högnesson, el Usurpador